# Sivry-Ante
Sivry-Ante är en kommun i departementet Marne i regionen Grand Est (tidigare regionen Champagne-Ardenne) i nordöstra Frankrike. Kommunen ligger i kantonen Givry-en-Argonne som tillhör arrondissementet Sainte-Menehould. I kommunen finns två orter, Sivry och Ante. År 2022 hade Sivry-Ante 178 invånare.

## Befolkningsutveckling
Antalet invånare i kommunen Sivry-Ante
| Referens: INSEE |